# 花脊峠
花脊峠（はなせとうげ）は、京都府京都市左京区内にある国道477号上の峠である。

## 概要
三重県四日市市と大阪府池田市を結ぶ国道477号上に位置し、同国道で最高地点の標高759m、左京区花脊別所町（北側）と左京区鞍馬本町（南側）の境界となる峠である。京都府道38号京都広河原美山線の重複区間にある。
名前の由来は、花の美しい北山の懐にあるので「花の背」と呼ばれたから、花の都京都の北の背骨に位置するところにあるから、など諸説ある。また脊という字は一般的に「背」を用いるが、本来は「脊」の字が正しい。
西南西約950 mに鯖街道（広河原ルート）が通っていた旧花脊峠（北緯35度9分16.7秒 東経135度46分36.8秒 / 北緯35.154639度 東経135.776889度）がある。

## 道路状況
車両の通行が可能な峠であり、センターラインこそないが2.0車線はゆうにある広い道路を有する峠である。この峠は冬季通行止めにはならないが、除雪の関係で積雪時には道幅が狭まる。また京都バスの路線が通過しており、峠には「花脊峠」というバス停があって、登山客が主に利用している。また勾配は急であり、隣接する百井峠程ではないが、麓の百井別れや九十九折なども含めて酷道と呼ばれる区間である。北部地域の住民からトンネル化が要望されているが、実現の見通しは立っておらず、この峠を回避する事業京都市道大原花背線が進められたが、環境保護運動などにより休止中である。

## ギャラリー

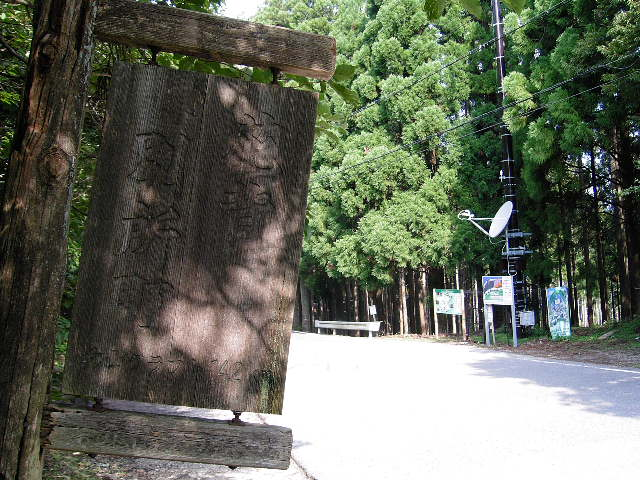
花脊峠の看板
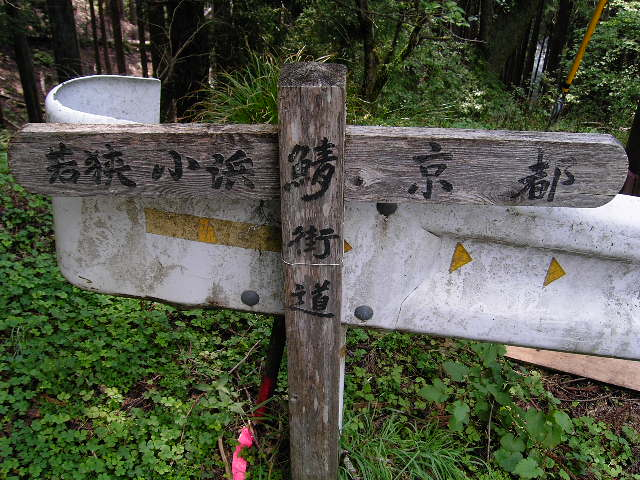
花脊峠を横切る鯖街道の道標
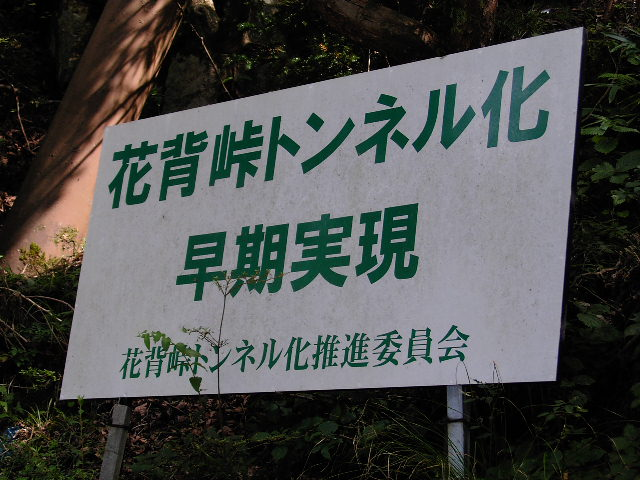
花脊峠トンネル早期実現を訴える看板
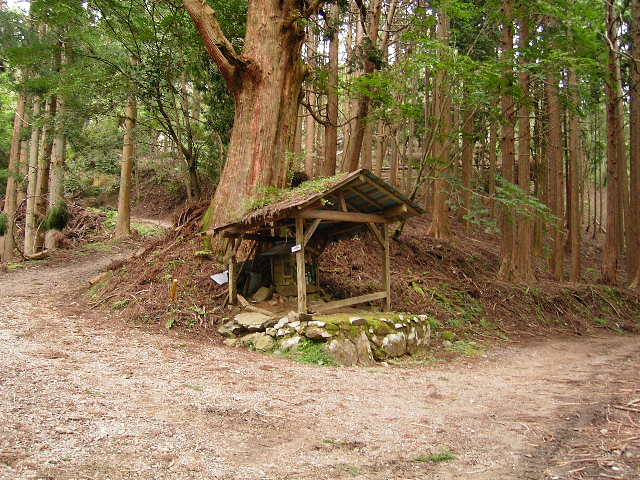
旧花脊峠

## 隣接する峠
- 百井峠（京都府京都市左京区大原百井町・同区鞍馬本町）